# Anita Bay Bundegaard
Anita Bay Bundegaard (* 31. Oktober 1963 in Tejn) ist eine dänische Journalistin und Politikerin der linksliberalen Partei Radikale Venstre. Von Dezember 2000 bis November 2001 war sie die Entwicklungsministerin ihres Landes. Seit 2013 ist sie bei Save the Children tätig.

## Leben
Bundegaard studierte Englisch und Spanisch an der Universität Kopenhagen. Von 1994 bis 1996 arbeitete sie als Programmmitarbeiterin bei Danmarks Radio (DR) in Rønne, anschließend war sie bis 1998 als Redakteurin bei der Zeitschrift Højskolebladet tätig. In der Zeit zwischen 1998 und 2000 war sie Redakteurin bei der Tageszeitung Politiken. Des Weiteren übersetzte sie Belletristik von englischer auf dänische Sprache. Sie trat 1994 und 1998 als Kandidatin bei der Wahl zum Folketing und 1994 zur Wahl des EU-Parlaments für ihre Partei Radikale Venstre an. Am 21. Dezember 2000 wurde Bundegaard zur Entwicklungsministerin in der Regierung Poul Nyrup Rasmussen IV ernannt. Im Februar 2001 legte sie ein Gesetz vor, das die Asylkriterien auch auf Personen ausgeweitet hätte, die vor Armut flüchten. Ihr Vorschlag wurde im dänischen Parlament jedoch sowohl von der Opposition wie auch von der eigenen Partei nicht mitgetragen. Ihr Ministeramt übte sie bis zum Abtritt der Regierung am 27. November 2001 aus.
Daraufhin war Bundegaard zwischen 2002 und 2006 war als Beraterin beim UNHCR in Genf tätig. Danach ging sie zurück zur dänischen Zeitung Politiken, wo sie Kulturredakteurin wurde. Im Jahr 2010 wurde sie Vorsitzende von Red Barnet, dem dänischen Zweig von Save the Children. 2013 erhielt sie den Posten als International Advocacy Director in der Mutterorganisation Save the Children in Genf. Später wurde Bundegaard die Direktorin des Europa-Zweigs von Save the Children.